# Monobactámico

Estructura molecular del Aztreonam. El anillo de 4 es el beta-lactamico y el segundo anillo es el tiazol, el cual no está ligado diractamente al beta-lactamico.

En farmacología, los monobactámicos son un grupo de medicamentos clasificados dentro de los antibiótico betalactámico. Descubiertas en 1981, muchas moléculas monobactámicas provienen de gérmenes que viven en la tierra, aunque pocos tienen actividad antibacteriana de importancia. A diferencia de otros betalactámicos, los antibióticos monobactámicos tienen solo un solo anillo betalactámico en vez de tener dos. El único monobactámico disponible en el mercado para 2008 es el aztreonam, un fármaco sintético activo frente a bacterias Gram negativas aeróbicas, como las enterobacterias y las especies Yersinia, Plesiomonas, Aeromonas y Neisseria. Otros monobactámicos estudiados incluyen el carumonam y el tigemonam.

## Resistencia
Así como ocurre con las cefalosporinas, los carbapenem y las penicilinas, aquellos microorganismos capaces de hidrolizar los anillos betalactámicos serán resistentes a la acción de los medicamentos monobactámicos pero en muchísima menor medida que los anteriores, ya que la configuración de su anillos es la más diferente respecto al resto de antibióticos betalactámicos.